# 朝月希和
朝月 希和（あさづき きわ、1月6日 - ）は、日本の女優。元宝塚歌劇団雪組トップ娘役。
東京都世田谷区、昭和女子大学附属昭和高等学校出身。身長163cm。血液型B型。愛称は「ひらめ」、「きわ」。

## 来歴
2008年、宝塚音楽学校入学。
2010年、音楽学校卒業後、宝塚歌劇団に96期生として入団。入団時の成績は23番。月組公演「THE SCARLET PIMPERNEL」で初舞台。その後、花組に配属。
2013年の「愛と革命の詩」で新人公演初ヒロイン。
2015年の「新源氏物語」で2度目の新人公演ヒロイン。
2017年の「MY HERO」（TBS赤坂ACTシアター・ドラマシティ公演）で、音くり寿と東上公演ダブルヒロイン。同年8月28日付で雪組へと組替え。
2019年11月11日付で、2年ぶりに古巣の花組へと組替え。
2020年の「マスカレード・ホテル」（ドラマシティ・日本青年館公演）で、東上公演単独初ヒロイン。同年11月16日付で再び雪組へ組替えとなる。
2021年4月12日付で雪組トップ娘役に就任。入団12年目でのトップ就任は、近年では元星組トップ娘役・渚あきの14年目に次ぐ記録となり、極めて異例の遅咲きとなった。彩風咲奈の相手役として、同年の「CITY HUNTER／Fire Fever!」でトップコンビ大劇場お披露目。
2022年12月25日、「蒼穹の昴」東京公演千秋楽をもって、宝塚歌劇団を退団。
退団後は舞台を中心に活動を続けている。

## 人物
宝塚初観劇は月組公演「螺旋のオルフェ／ノバ・ボサ・ノバ」。
学生時代はフルートに憧れ、吹奏楽部に所属していた。
進路を決めかねていた中学時代に、母に連れられて東京宝塚劇場で月組公演「パリの空よりも高く」を観劇。2階の端の席にまで届くパワーに圧倒され、音楽学校受験を決意。
芸名は、音楽学校に続く宝塚大橋に浮かぶ早朝の奇麗な月に感銘を受け、「一晩経っても空に月が残っているように、自分も時間が経ってもお客様の心に残るような存在でありたい」と「朝月」に決めた。
愛称の「ひらめ」は、音楽学校時代に同期から「魚顔だから」とつけられたことに由来する。

## 宝塚歌劇団時代の主な舞台

### 初舞台
- 2010年4 - 5月、月組『THE SCARLET PIMPERNEL（スカーレット ピンパーネル）』（宝塚大劇場のみ）

### 花組時代
- 2010年7 - 10月、『麗しのサブリナ』『EXCITER!!』
- 2011年2 - 4月、『愛のプレリュード』『Le Paradis!!（ル パラディ）』
- 2011年6 - 9月、『ファントム』 - 団員女、新人公演：幼いエリック（本役：実咲凜音）
- 2011年10 - 11月、『カナリア』（ドラマシティ・日本青年館）
- 2012年1 - 3月、『復活-恋が終わり、愛が残った-』『カノン』
- 2012年5月、『近松・恋の道行』（バウホール・日本青年館） - おせん
- 2012年7 - 10月、『サン＝テグジュペリ』 - 新人公演：ポーレット（本役：桜咲彩花）『CONGA!!』
- 2012年11 - 12月、蘭寿とむコンサート『Streak of Light-一筋の光…-』（日本青年館・ドラマシティ）
- 2013年2 - 5月、『オーシャンズ11』 - 新人公演：エメラルド（3ジュエルズ）（本役：仙名彩世）
- 2013年6月、『フォーエバー・ガーシュイン』（バウホール） - モーリン／Note
- 2013年8 - 11月、『愛と革命の詩（うた）-アンドレア・シェニエ-』 - ユディット、新人公演：マッダレーナ・ド・コワニー（本役：蘭乃はな）『Mr. Swing!』 新人公演初ヒロイン[10][11]
- 2013年12月、『New Wave!-花-』（バウホール）
- 2014年2 - 5月、『ラスト・タイクーン -ハリウッドの帝王、不滅の愛-』 - 新人公演：セシリア・ブレーディ（本役：桜咲彩花）『TAKARAZUKA ∞ 夢眩』
- 2014年6 - 7月、『ノクターン-遠い夏の日の記憶-』（バウホール） - ソフィア
- 2014年8 - 11月、『エリザベート-愛と死の輪舞（ロンド）-』 - 女官、新人公演：黒天使
- 2015年1月、『風の次郎吉-大江戸夜飛翔-』（ドラマシティ・日本青年館） - 湯女のきわ
- 2015年3 - 6月、『カリスタの海に抱かれて』 - 新人公演：イザベラ・ブリエンヌ（本役：仙名彩世）『宝塚幻想曲（タカラヅカ ファンタジア）』
- 2015年7 - 8月、『スターダム』（バウホール） - ジェラルディン
- 2015年10 - 12月、『新源氏物語』 - 女三の宮、新人公演：藤壺の女御（本役：花乃まりあ）『Melodia-熱く美しき旋律-』 新人公演ヒロイン[13]
- 2016年4 - 7月、『ME AND MY GIRL』 - 新人公演：ランベス・クイーン（本役：鳳月杏／水美舞斗）／夜の女（本役：新菜かほ）
- 2016年8月、『Bow Singing Workshop〜花〜』（バウホール）
- 2016年9月、『アイラブアインシュタイン』（バウホール） - ヨハン
- 2016年11 - 2017年2月、『雪華抄（せっかしょう）』『金色（こんじき）の砂漠』 - 砂の女、新人公演：第二王女ビルマーヤ（本役：桜咲彩花）
- 2017年3 - 4月、『MY HERO』（TBS赤坂ACTシアター・ドラマシティ） - クロエ・スペンサー 東上Wヒロイン[8]
- 2017年6 - 8月、『邪馬台国の風』 - トヨ『Santé!!』 トリプルエトワール

### 雪組時代
- 2017年11 - 2018年2月、『ひかりふる路（みち）〜革命家、マクシミリアン・ロベスピエール〜』 - ガブリエル・ダントン『SUPER VOYAGER!』
- 2018年3 - 4月、『誠の群像』 - 明里『SUPER VOYAGER!』（全国ツアー）
- 2018年6 - 9月、『凱旋門』 - ルート・ゴールドベルク夫人『Gato Bonito!!』
- 2018年11 - 2019年2月、『ファントム』 - ベラドーヴァ／レミー／マリアの影[2]
- 2019年3 - 4月、『20世紀号に乗って』（東急シアターオーブ） - ヒラリー
- 2019年5 - 9月、『壬生義士伝』 - みつ『Music Revolution!』[2]
- 2019年10 - 11月、『はばたけ黄金の翼よ』 - ロドミア・ルッカ『Music Revolution!』（全国ツアー）

### 花組時代
- 2020年1月、『マスカレード・ホテル』（ドラマシティ・日本青年館） - 山岸尚美 東上ヒロイン[16]
- 2020年7 - 11月、『はいからさんが通る』 - 花乃屋吉次[2][12]

### 雪組時代
- 2021年1 - 4月、『fff-フォルティッシッシモ-』 - エレオノーレ・フォン・ブロイニング（ロールヘン）『シルクロード〜盗賊と宝石〜』[4]

### 雪組トップ娘役時代
- 2021年6月、『ヴェネチアの紋章』 - リヴィア『ル・ポァゾン 愛の媚薬-Again-』（全国ツアー） トップお披露目公演[4][19]
- 2021年8 - 11月、『CITY HUNTER』 - 槇村香『Fire Fever!』 大劇場トップお披露目公演[8][6]
- 2022年3 - 6月、『夢介千両みやげ』 - お銀『Sensational!』[8]
- 2022年7 - 8月、『ODYSSEY（オデッセイ）-The Age of Discovery-』（梅田芸術劇場） - セレネ[22]
- 2022年10 - 12月、『蒼穹の昴』 - 李玲玲 退団公演[8][19]

### 出演イベント
- 2011年5月、壮一帆ディナーショー『Bright-ブライト-』[23]
- 2011年11月、第51回『宝塚舞踊会』
- 2013年6 - 7月、『宝塚巴里祭2013-La Chanson de Paris 99-』[24]
- 2014年12月、タカラヅカスペシャル2014『Thank you for 100 years』
- 2016年2月、第7回『マグノリアコンサート・ドゥ・タカラヅカ』
- 2016年12月、タカラヅカスペシャル2016『Music Succession to Next』
- 2017年12月、タカラヅカスペシャル2017『ジュテーム・レビュー-モン・パリ誕生90周年-』
- 2018年5月、『凱旋門』前夜祭
- 2018年12月、タカラヅカスペシャル2018『Say!Hey!Show Up!!』
- 2019年12月、タカラヅカスペシャル2019『Beautiful Harmony』
- 2022年11月、朝月希和ミュージック・サロン『La Lumière〜朝の月のように〜』 主演[25]

## 宝塚歌劇団退団後の主な活動

### 舞台
- 2023年10月、『Greatest Dream』（東京建物 Brillia HALL）[26]
- 2023年11 - 12月、『シェルブールの雨傘』（新橋演舞場・大阪松竹座・広島文化学園HBGホール） - ジュヌヴィエーヴ[27]
- 2024年4 - 5月、『王様と私』（日生劇場・梅田芸術劇場） - タプティム[28]
- 2024年8 - 9月、『ライムライト』（シアタークリエ・ドラマシティ・別府コンベンションセンター） - テリー[20]
- 2024年12月、『RUNWAY』（梅田芸術劇場・KAAT神奈川芸術劇場）[29]
- 2025年2月、『其噂妖狐譚 -そのうわさだっきものがたり-』（春秋座・あうるすぽっと） - 妲己[30]
- 2025年4月、『夢の値段』（シアター・アルファ東京）[31]
- 2025年6月、『LOVE LOVE de SHOW 2025』（I'M A SHOW）[32]
- 2025年6 - 8月、『歌喜劇 / 〜蘇る市場三郎 冥土の恋〜』（東京グローブ座・京都劇場）[33]
- 2025年9月、ルネサンス音楽劇『ハムレット』（新国立劇場・先斗町歌舞練場） - ガートルード[34]
- 2026年1月、『フィガロ』（東京芸術劇場） - ロジーナ[35]

## TV出演
- 2019年7月、フジテレビ『2019 FNSうたの夏まつり』

## 受賞歴
- 2020年、『宝塚歌劇団年度賞』 - 2019年度努力賞[17]